# Feijão-vermelho
O feijão-vermelho é uma variedade do feijão-comum (Phaseolus vulgaris) que recebe este nome devido à sua coloração avermelhada.

## Classificação
Existem diferentes classificações de feijão-vermelho, tais como:
- Feijão-vermelho (também conhecido como: feijão-comum, rajma na Índia, surkh (vermelho) lobia no Paquistão).
- Feijão-rajado claro (com pintas claras e de forma longa).
- Feijão-vermelho rajado (feijão-vermelho salpicado de forma longa).
- Feijão-branco (também conhecido por cannellini na Itália, lobia na Índia ou safaid (branco) lobia no Paquistão).

## Nutrição
O feijão-vermelho, quando cozido, é constituído por 67% de água, 23% de carboidratos, 9% de proteínas e contém pouca gordura (tabela). Numa quantidade de referência de 100 gramas, o feijão-vermelho cozido fornece 127 kcal (530 kJ) de energia alimentar, e é uma fonte rica (20% ou mais do valor diário, VD) de proteínas, folato (33% VD), ferro (22% VD) e fósforo (20% VD), com quantidades moderadas (10-19% VD) de tiamina, cobre, magnésio e zinco (11-14% VD).

## Pratos

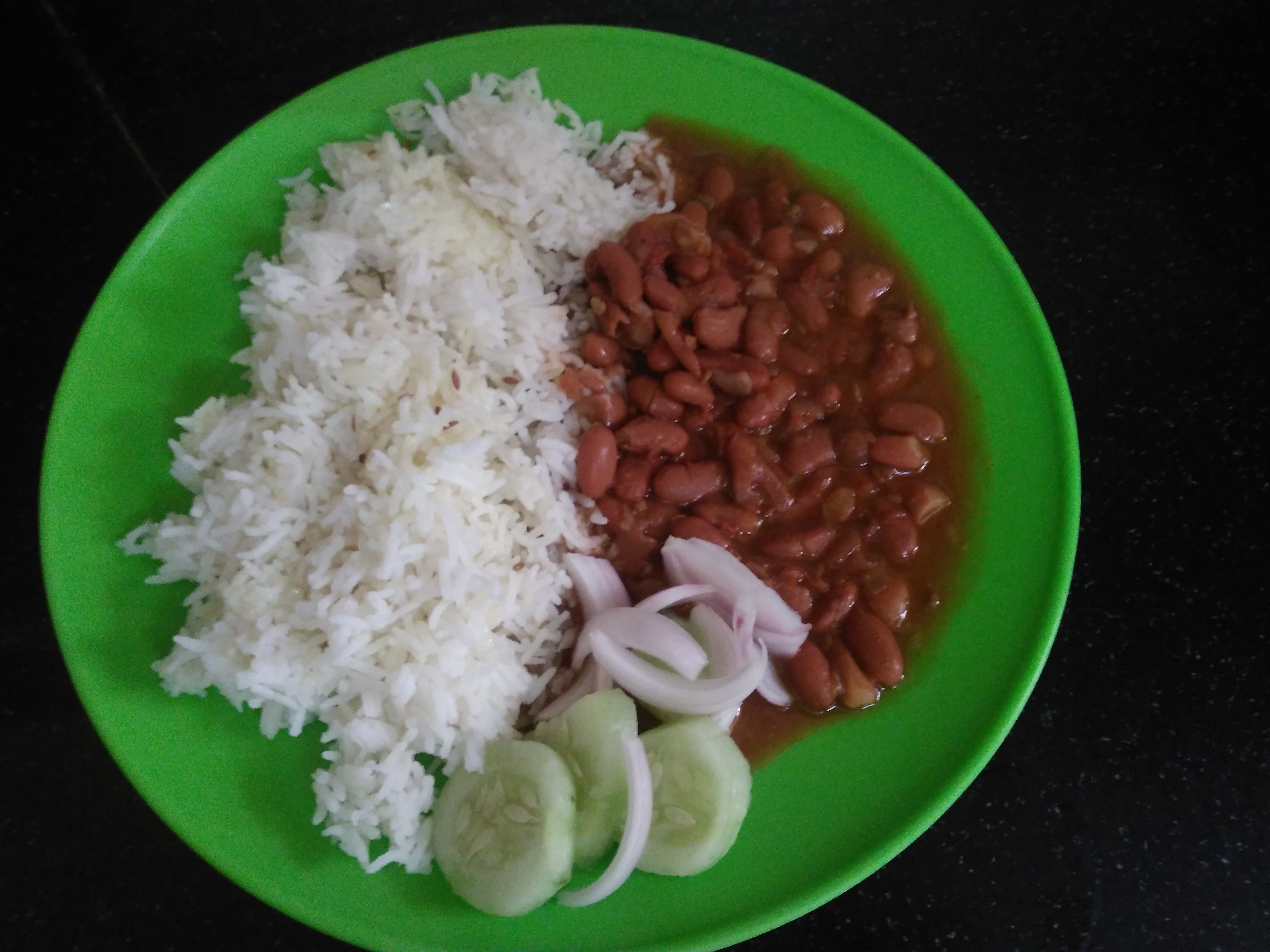
Rajma servido com arroz - um prato comum no norte da Índia

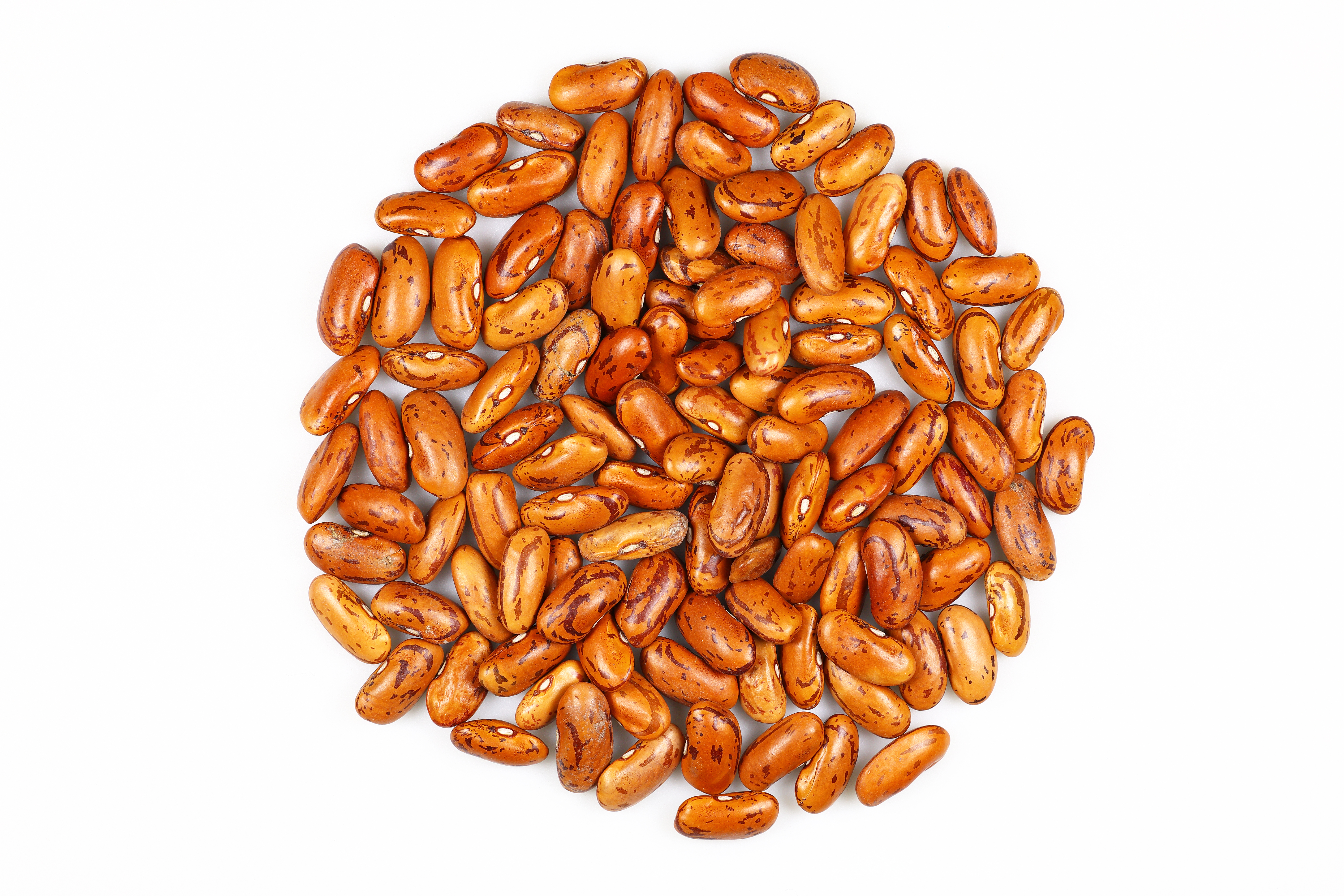
Feijão-rajado claro

O feijão-vermelho é normalmente utilizado no chili com carne e na culinária indiana, onde o feijão é conhecido como rajma. O legume também é utilizado no sul de Louisiana para o clássico prato criolo, feijão-vermelho e arroz. Os feijões-vermelhos mais pequenos e mais escuros são também utilizados, particularmente pelas famílias de Louisiana com uma herança caribenha recente. Na Jamaica, são conhecidos como red peas (ervilhas vermelhas). Os feijões-vermelhos pequenos utilizados em La Rioja, Espanha, são chamados caparrones. Nos Países Baixos e na Indonésia, o feijão-vermelho é geralmente servido como uma sopa chamada brenebon. No Levante, fasoulia é um prato comum que consiste num guisado de feijão-vermelho geralmente servido com arroz. Para fazer a pasta de feijão, o feijão-vermelho é geralmente preparado a partir de feijão seco e cozido até ficar macio, altura em que o feijão é esmagado até formar uma pasta seca.

## Toxicidade
O feijão-vermelho contém quantidades relativamente elevadas de fitohemaglutinina, sendo por isso mais tóxico do que a maioria das outras variedades de feijão se não for previamente deixado de molho e subsequentemente aquecido até ao ponto de ebulição durante pelo menos 10 minutos. A Food and Drug Administration dos EUA recomenda a fervura durante 30 minutos para garantir que atingem uma temperatura suficiente para destruir completamente a toxina. Cozinhar a uma temperatura inferior 80°C, como em uma panela de cozedura lenta, é insuficiente para desnaturar a toxina e houve relatos de intoxicação alimentar. O feijão-vermelho enlatado, no entanto, é seguro para comer diretamente da lata, uma vez que é cozinhado antes de ser comercializado. Apenas cinco feijões crus ou um único feijão mal cozido podem causar náuseas graves, diarreia, vômitos e dores abdominais.

## Livro de receitas
- Livro de receitas/Hambúger de Feijão Vermelho e Quinoa no Wikilivros em português.
- Cookbook:Chili (Vegan) no Wikilivros em inglês.
- Cookbook:Easy Chili no Wikilivros em inglês.
- Cookbook:Minestra no Wikilivros em inglês.
- Cookbook:Pandora's Feast no Wikilivros em inglês.
- Cookbook:Rice an' Peas no Wikilivros em inglês.
- Cookbook:Three Bean Confetti Salad no Wikilivros em inglês.
- Cookbook:Vegetarian Bean Soup no Wikilivros em inglês.